# Élections municipales de 2014 dans la Meuse
Les élections municipales dans la Meuse se sont déroulées les 23 et 30 mars 2014 .

## Maires sortants et maires élus
Le scrutin est marqué par quelques changements notoires. Bar-le-Duc, préfecture du département et gagnée par le PS en 2008, repasse à l'UDI avec la réélection de Bertrand Pancher, l'ancien maire. Commercy, sous-préfecture et bastion socialiste depuis 1977, est remportée par la droite. La gauche recule à Ligny-en-Barrois. Elle enregistre néanmoins des succès à Dugny-sur-Meuse, Lérouville, Thierville-sur-Meuse, Tronville-en-Barrois et Vignot, mais l'emporte également à Verdun, la seconde ville du département. La droite gagne à Clermont-en-Argonne, Dieue-sur-Meuse, Euville, Longeville-en-Barrois, Sorcy-Saint-Martin, Vaucouleurs et Vigneulles-lès-Hattonchâtel. L'UDI l'emporte à Cousances-les-Forges et perd Saint-Mihiel. 
| Commune                     | Population | Maire sortant        | Parti | Parti | Maire élu            | Parti | Parti   |
| --------------------------- | ---------- | -------------------- | ----- | ----- | -------------------- | ----- | ------- |
| Ancerville                  | 2 752      | Jean-Louis Canova    |       | DVD   | Jean-Louis Canova    |       | DVD     |
| Bar-le-Duc                  | 15 895     | Nelly Jaquet         |       | PS    | Bertrand Pancher     |       | UDI     |
| Belleville-sur-Meuse        | 3 215      | Yves Peltier         |       | DVD   | Yves Peltier         |       | DVD     |
| Bouligny                    | 2 745      | Éric Bernardi        |       | PCF   | Myriam Kintzinger    |       | PS      |
| Clermont-en-Argonne         | 1 567      | François Lhuillier   |       | SE    | Alain Chappé         |       | DVD     |
| Commercy                    | 6 305      | Bernard Muller       |       | PS    | Jérôme Lefèvre       |       | DVD     |
| Cousances-les-Forges        | 1 707      | Francis Thirion      |       | SE    | Francis Thirion      |       | UDI     |
| Dieue-sur-Meuse             | 1 382      | Jean-Claude Dumont   |       | SE    | Jean-Claude Dumont   |       | DVD     |
| Dugny-sur-Meuse             | 1 308      | Guy Péridon          |       | SE    | Jean-Paul Gourmelon  |       | DVG     |
| Étain                       | 3 850      | Jean Picart          |       | PCF   | Jean Picart          |       | PCF     |
| Euville                     | 1 713      | Alain Ferioli        |       | SE    | Alain Ferioli        |       | DVD     |
| Fains-Véel                  | 2 240      | Gérard Abbas         |       | UMP   | Gérard Abbas         |       | DVD     |
| Gondrecourt-le-Château      | 1 175      | Stéphane Martin      |       | UMP   | Stéphane Martin      |       | DVD     |
| Lérouville                  | 1 484      | Alain Vizot          |       | SE    | Alain Vizot          |       | DVG     |
| Ligny-en-Barrois            | 4 205      | Marie-Hélène Simon   |       | DVG   | Jean-Claude Rylko    |       | DVD     |
| Longeville-en-Barrois       | 1 185      | Danielle Bouvier     |       | SE    | Danielle Bouvier     |       | DVD     |
| Montmédy                    | 2 367      | Yves Lecrique        |       | SE    | Yves Lecrique        |       | SE      |
| Pagny-sur-Meuse             | 1 000      | Armand Pagliari      |       | SE    | Armand Pagliari      |       | SE      |
| Revigny-sur-Ornain          | 3 051      | Pierre Burgain       |       | PS    | Pierre Burgain       |       | PS      |
| Saint-Mihiel                | 4 479      | Philippe Martin      |       | UDI   | Xavier Cochet        |       | MoDem   |
| Sorcy-Saint-Martin          | 1 024      | Michèle Poussing     |       | SE    | Robert Deloge        |       | DVD     |
| Stenay                      | 2 755      | Stéphane Perrin      |       | DVD   | Stéphane Perrin      |       | SE      |
| Thierville-sur-Meuse        | 3 041      | Claude Antion        |       | SE    | Claude Antion        |       | DVG     |
| Tronville-en-Barrois        | 1 554      | Jacky Paul           |       | SE    | Jacky Paul           |       | PS      |
| Vaucouleurs                 | 2 047      | Gilles Varnier       |       | SE    | Paul Wittmann        |       | UMP-UDI |
| Verdun                      | 18 291     | Arsène Lux           |       | DVD   | Samuel Hazard        |       | DVG     |
| Vigneulles-lès-Hattonchâtel | 1 559      | Jean-Claude Zingerlé |       | SE    | Jean-Claude Zingerlé |       | DVD     |
| Vignot                      | 1 310      | Danielle Combe       |       | SE    | Guylaine Thomas      |       | DVG     |
| Void-Vacon                  | 1 665      | André Jannot         |       | DVD   | Sylvie Rochon        |       | DVD     |

## Résultats dans les communes de plus de1 000 habitants

### Ancerville
- Maire sortant : Jean-Louis Canova (DVD)
- 23 sièges à pourvoir au conseil municipal (population légale 2011 : 2 752 habitants)
- 6 sièges à pourvoir au conseil communautaire (CC des Portes de Meuse)

|                          | Jean-Louis Canova * | DVD            | 913   | 100,00 | 23 | 6 |  |  |
|                          |                     |                |       |        |    |   |  |  |
| Inscrits                 | Inscrits            | Inscrits       | 2 142 | 100,00 |    |   |  |  |
| Abstentions              | Abstentions         | Abstentions    | 954   | 44,54  |    |   |  |  |
| Votants                  | Votants             | Votants        | 1 188 | 55,46  |    |   |  |  |
| Blancs et nuls           | Blancs et nuls      | Blancs et nuls | 275   | 23,15  |    |   |  |  |
| Exprimés                 | Exprimés            | Exprimés       | 913   | 76,85  |    |   |  |  |
| * Liste du maire sortant |                     |                |       |        |    |   |  |  |

### Bar-le-Duc
- Maire sortant : Nelly Jaquet (PS)
- 33 sièges à pourvoir au conseil municipal (population légale 2011 : 15 895 habitants)
- 22 sièges à pourvoir au conseil communautaire (CA Bar-le-Duc Sud Meuse)

| Tête de liste            | Tête de liste         | Liste          | Premier tour | Premier tour | Second tour | Second tour | Sièges | Sièges |
| Tête de liste            | Tête de liste         | Liste          | Voix         | %            | Voix        | %           | CM     | CC     |
| ------------------------ | --------------------- | -------------- | ------------ | ------------ | ----------- | ----------- | ------ | ------ |
|                          | Bertrand Pancher      | UDI            | 2 754        | 45,93        | 3 128       | 48,67       | 25     | 17     |
|                          | Nelly Jaquet *        | PS             | 2 205        | 36,78        | 2 536       | 39,46       | 6      | 4      |
|                          | Jean-Baptiste Gravier | FN             | 1 036        | 17,28        | 762         | 11,85       | 2      | 1      |
|                          |                       |                |              |              |             |             |        |        |
| Inscrits                 | Inscrits              | Inscrits       | 10 686       | 100,00       | 10 686      | 100,00      |        |        |
| Abstentions              | Abstentions           | Abstentions    | 4 401        | 41,18        | 4 038       | 37,79       |        |        |
| Votants                  | Votants               | Votants        | 6 285        | 58,82        | 6 648       | 62,21       |        |        |
| Blancs et nuls           | Blancs et nuls        | Blancs et nuls | 290          | 4,61         | 222         | 3,34        |        |        |
| Exprimés                 | Exprimés              | Exprimés       | 5 995        | 95,39        | 6 426       | 96,66       |        |        |
| * Liste du maire sortant |                       |                |              |              |             |             |        |        |

### Belleville-sur-Meuse
- Maire sortant : Yves Peltier (DVD)
- 23 sièges à pourvoir au conseil municipal (population légale 2011 : 3 215 habitants)
- 15 sièges à pourvoir au conseil communautaire (CA du Grand Verdun)

|                          | Yves Peltier *         | DVD            | 1 340 | 80,96  | 21 | 14 |  |  |
|                          | Claude Milan-balizeaux | DVG            | 315   | 19,03  | 2  | 1  |  |  |
|                          |                        |                |       |        |    |    |  |  |
| Inscrits                 | Inscrits               | Inscrits       | 2 485 | 100,00 |    |    |  |  |
| Abstentions              | Abstentions            | Abstentions    | 758   | 30,50  |    |    |  |  |
| Votants                  | Votants                | Votants        | 1 727 | 69,50  |    |    |  |  |
| Blancs et nuls           | Blancs et nuls         | Blancs et nuls | 72    | 4,17   |    |    |  |  |
| Exprimés                 | Exprimés               | Exprimés       | 1 655 | 95,83  |    |    |  |  |
| * Liste du maire sortant |                        |                |       |        |    |    |  |  |

### Bouligny
- Maire sortant : Éric Bernardi (PCF)
- 23 sièges à pourvoir au conseil municipal (population légale 2011 : 2 745 habitants)
- 6 sièges à pourvoir au conseil communautaire (CC Cœur du Pays-Haut)

|                          | Myriam Kintzinger | PS             | 715   | 63,05  | 19 | 5 |  |  |
|                          | Éric Bernardi *   | DVG            | 419   | 36,94  | 4  | 1 |  |  |
|                          |                   |                |       |        |    |   |  |  |
| Inscrits                 | Inscrits          | Inscrits       | 1 862 | 100,00 |    |   |  |  |
| Abstentions              | Abstentions       | Abstentions    | 675   | 36,25  |    |   |  |  |
| Votants                  | Votants           | Votants        | 1 187 | 63,75  |    |   |  |  |
| Blancs et nuls           | Blancs et nuls    | Blancs et nuls | 53    | 4,47   |    |   |  |  |
| Exprimés                 | Exprimés          | Exprimés       | 1 134 | 95,53  |    |   |  |  |
| * Liste du maire sortant |                   |                |       |        |    |   |  |  |

### Clermont-en-Argonne
- Maire sortant : François Lhuillier
- 19 sièges à pourvoir au conseil municipal (population légale 2011 : 1 567 habitants)
- 9 sièges à pourvoir au conseil communautaire (CC Argonne-Meuse)

|                | Alain Chapé    | DVD            | 365   | 100,00 | 19 | 9 |  |  |
|                |                |                |       |        |    |   |  |  |
| Inscrits       | Inscrits       | Inscrits       | 1 066 | 100,00 |    |   |  |  |
| Abstentions    | Abstentions    | Abstentions    | 355   | 33,30  |    |   |  |  |
| Votants        | Votants        | Votants        | 711   | 66,70  |    |   |  |  |
| Blancs et nuls | Blancs et nuls | Blancs et nuls | 346   | 48,66  |    |   |  |  |
| Exprimés       | Exprimés       | Exprimés       | 365   | 51,34  |    |   |  |  |

### Commercy
- Maire sortant : Bernard Muller (PS)
- 29 sièges à pourvoir au conseil municipal (population légale 2011 : 6 305 habitants)
- 20 sièges à pourvoir au conseil communautaire (CC de Commercy - Void - Vaucouleurs)

|                          | Jérôme Lefevre   | DVD            | 1 147 | 53,10  | 22 | 15 |  |  |
|                          | Bernard Muller * | PS             | 1 013 | 46,89  | 7  | 5  |  |  |
|                          |                  |                |       |        |    |    |  |  |
| Inscrits                 | Inscrits         | Inscrits       | 3 593 | 100,00 |    |    |  |  |
| Abstentions              | Abstentions      | Abstentions    | 1 309 | 36,43  |    |    |  |  |
| Votants                  | Votants          | Votants        | 2 284 | 63,57  |    |    |  |  |
| Blancs et nuls           | Blancs et nuls   | Blancs et nuls | 124   | 5,43   |    |    |  |  |
| Exprimés                 | Exprimés         | Exprimés       | 2 160 | 94,57  |    |    |  |  |
| * Liste du maire sortant |                  |                |       |        |    |    |  |  |

### Cousances-les-Forges
- Maire sortant : Francis Thirion
- 19 sièges à pourvoir au conseil municipal (population légale 2011 : 1 707 habitants)
- 4 sièges à pourvoir au conseil communautaire (CC des Portes de Meuse)

|                          | Francis Thirion * | UDI            | 501   | 100,00 | 19 | 4 |  |  |
|                          |                   |                |       |        |    |   |  |  |
| Inscrits                 | Inscrits          | Inscrits       | 1 256 | 100,00 |    |   |  |  |
| Abstentions              | Abstentions       | Abstentions    | 520   | 41,40  |    |   |  |  |
| Votants                  | Votants           | Votants        | 736   | 58,60  |    |   |  |  |
| Blancs et nuls           | Blancs et nuls    | Blancs et nuls | 235   | 31,93  |    |   |  |  |
| Exprimés                 | Exprimés          | Exprimés       | 501   | 68,07  |    |   |  |  |
| * Liste du maire sortant |                   |                |       |        |    |   |  |  |

### Dieue-sur-Meuse
- Maire sortant : Jean-Claude Dumont
- 15 sièges à pourvoir au conseil municipal (population légale 2011 : 1 382 habitants)
- 6 sièges à pourvoir au conseil communautaire (CC Val de Meuse - Voie Sacrée)

|                          | Jean-Claude Dumont * | DVD            | 474   | 69,91  | 13 | 5 |  |  |
|                          | Pascal Lepage        | SE             | 204   | 30,08  | 2  | 1 |  |  |
|                          |                      |                |       |        |    |   |  |  |
| Inscrits                 | Inscrits             | Inscrits       | 1 077 | 100,00 |    |   |  |  |
| Abstentions              | Abstentions          | Abstentions    | 367   | 34,08  |    |   |  |  |
| Votants                  | Votants              | Votants        | 710   | 65,92  |    |   |  |  |
| Blancs et nuls           | Blancs et nuls       | Blancs et nuls | 32    | 4,51   |    |   |  |  |
| Exprimés                 | Exprimés             | Exprimés       | 678   | 95,49  |    |   |  |  |
| * Liste du maire sortant |                      |                |       |        |    |   |  |  |

### Dugny-sur-Meuse
- Maire sortant : Guy Péridon
- 15 sièges à pourvoir au conseil municipal (population légale 2011 : 1 308 habitants)
- 6 sièges à pourvoir au conseil communautaire (CC Val de Meuse - Voie Sacrée)

| Tête de liste  | Tête de liste       | Liste          | Premier tour | Premier tour | Second tour | Second tour | Sièges | Sièges |
| Tête de liste  | Tête de liste       | Liste          | Voix         | %            | Voix        | %           | CM     | CC     |
| -------------- | ------------------- | -------------- | ------------ | ------------ | ----------- | ----------- | ------ | ------ |
|                | Pascal Baumier      | DVG            | 302          | 38,71        | 291         | 36,05       | 3      | 1      |
|                | Jean-Paul Gourmelon | DVG            | 259          | 33,20        | 335         | 41,51       | 11     | 4      |
|                | Michel Petitjean    | DVD            | 219          | 28,07        | 181         | 22,42       | 1      | 1      |
|                |                     |                |              |              |             |             |        |        |
| Inscrits       | Inscrits            | Inscrits       | 1 141        | 100,00       | 1 141       | 100,00      |        |        |
| Abstentions    | Abstentions         | Abstentions    | 328          | 28,75        | 314         | 27,52       |        |        |
| Votants        | Votants             | Votants        | 813          | 71,25        | 827         | 72,48       |        |        |
| Blancs et nuls | Blancs et nuls      | Blancs et nuls | 33           | 4,06         | 20          | 2,42        |        |        |
| Exprimés       | Exprimés            | Exprimés       | 780          | 95,94        | 807         | 97,58       |        |        |

### Étain
- Maire sortant : Jean Picart (PCF)
- 27 sièges à pourvoir au conseil municipal (population légale 2011 : 3 850 habitants)
- 17 sièges à pourvoir au conseil communautaire (CC du Pays d'Étain)

|                          | Jean Picart *  | PCF            | 1 035 | 63,69  | 22 | 14 |  |  |
|                          | Yves Dhyvert   | DVD            | 590   | 36,30  | 5  | 3  |  |  |
|                          |                |                |       |        |    |    |  |  |
| Inscrits                 | Inscrits       | Inscrits       | 2 521 | 100,00 |    |    |  |  |
| Abstentions              | Abstentions    | Abstentions    | 804   | 31,89  |    |    |  |  |
| Votants                  | Votants        | Votants        | 1 717 | 68,11  |    |    |  |  |
| Blancs et nuls           | Blancs et nuls | Blancs et nuls | 92    | 5,36   |    |    |  |  |
| Exprimés                 | Exprimés       | Exprimés       | 1 625 | 94,64  |    |    |  |  |
| * Liste du maire sortant |                |                |       |        |    |    |  |  |

### Euville
- Maire sortant : Alain Ferioli
- 19 sièges à pourvoir au conseil municipal (population légale 2011 : 1 713 habitants)
- 5 sièges à pourvoir au conseil communautaire (CC de Commercy - Void - Vaucouleurs)

|                          | Alain Ferioli * | DVD            | 482   | 51,44  | 15 | 4 |  |  |
|                          | Daniel Andre    | DVD            | 455   | 48,55  | 4  | 1 |  |  |
|                          |                 |                |       |        |    |   |  |  |
| Inscrits                 | Inscrits        | Inscrits       | 1 246 | 100,00 |    |   |  |  |
| Abstentions              | Abstentions     | Abstentions    | 278   | 22,31  |    |   |  |  |
| Votants                  | Votants         | Votants        | 968   | 77,69  |    |   |  |  |
| Blancs et nuls           | Blancs et nuls  | Blancs et nuls | 31    | 3,20   |    |   |  |  |
| Exprimés                 | Exprimés        | Exprimés       | 937   | 96,80  |    |   |  |  |
| * Liste du maire sortant |                 |                |       |        |    |   |  |  |

### Fains-Véel
- Maire sortant : Gérard Abbas (UMP)
- 19 sièges à pourvoir au conseil municipal (population légale 2011 : 2 240 habitants)
- 3 sièges à pourvoir au conseil communautaire (CA Bar-le-Duc Sud Meuse)

|                          | Gérard Abbas *        | DVD            | 707   | 60,37  | 16 | 2 |  |  |
|                          | Nadine Gosset-pfister | DVG            | 464   | 39,62  | 3  | 1 |  |  |
|                          |                       |                |       |        |    |   |  |  |
| Inscrits                 | Inscrits              | Inscrits       | 1 714 | 100,00 |    |   |  |  |
| Abstentions              | Abstentions           | Abstentions    | 491   | 28,65  |    |   |  |  |
| Votants                  | Votants               | Votants        | 1 223 | 71,35  |    |   |  |  |
| Blancs et nuls           | Blancs et nuls        | Blancs et nuls | 52    | 4,25   |    |   |  |  |
| Exprimés                 | Exprimés              | Exprimés       | 1 171 | 95,75  |    |   |  |  |
| * Liste du maire sortant |                       |                |       |        |    |   |  |  |

### Gondrecourt-le-Château
- Maire sortant : Stéphane Martin (UMP)
- 15 sièges à pourvoir au conseil municipal (population légale 2011 : 1 175 habitants)
- 7 sièges à pourvoir au conseil communautaire (CC des Portes de Meuse)

|                          | Stéphane Martin * | DVD            | 363 | 58,73  | 12 | 6 |  |  |
|                          | Thierry Piroird   | DVD            | 255 | 41,26  | 3  | 1 |  |  |
|                          |                   |                |     |        |    |   |  |  |
| Inscrits                 | Inscrits          | Inscrits       | 742 | 100,00 |    |   |  |  |
| Abstentions              | Abstentions       | Abstentions    | 96  | 12,94  |    |   |  |  |
| Votants                  | Votants           | Votants        | 646 | 87,06  |    |   |  |  |
| Blancs et nuls           | Blancs et nuls    | Blancs et nuls | 28  | 4,33   |    |   |  |  |
| Exprimés                 | Exprimés          | Exprimés       | 618 | 95,67  |    |   |  |  |
| * Liste du maire sortant |                   |                |     |        |    |   |  |  |

### Lérouville
- Maire sortant : Alain Vizot
- 15 sièges à pourvoir au conseil municipal (population légale 2011 : 1 484 habitants)
- 5 sièges à pourvoir au conseil communautaire (CC de Commercy - Void - Vaucouleurs)

|                          | Alain Vizot *  | DVG            | 482 | 100,00 | 15 | 5 |  |  |
|                          |                |                |     |        |    |   |  |  |
| Inscrits                 | Inscrits       | Inscrits       | 980 | 100,00 |    |   |  |  |
| Abstentions              | Abstentions    | Abstentions    | 404 | 41,22  |    |   |  |  |
| Votants                  | Votants        | Votants        | 576 | 58,78  |    |   |  |  |
| Blancs et nuls           | Blancs et nuls | Blancs et nuls | 94  | 16,32  |    |   |  |  |
| Exprimés                 | Exprimés       | Exprimés       | 482 | 83,68  |    |   |  |  |
| * Liste du maire sortant |                |                |     |        |    |   |  |  |

### Ligny-en-Barrois
- Maire sortant : Marie-Hélène Simon
- 27 sièges à pourvoir au conseil municipal (population légale 2011 : 4 205 habitants)
- 7 sièges à pourvoir au conseil communautaire (CA Bar-le-Duc Sud Meuse)

|                          | Jean-Claude Rylko    | DVD            | 916   | 50,05  | 21 | 6 |  |  |
|                          | Marie-Hélène Simon * | DVG            | 914   | 49,94  | 6  | 1 |  |  |
|                          |                      |                |       |        |    |   |  |  |
| Inscrits                 | Inscrits             | Inscrits       | 3 098 | 100,00 |    |   |  |  |
| Abstentions              | Abstentions          | Abstentions    | 1 184 | 38,22  |    |   |  |  |
| Votants                  | Votants              | Votants        | 1 914 | 61,78  |    |   |  |  |
| Blancs et nuls           | Blancs et nuls       | Blancs et nuls | 84    | 4,39   |    |   |  |  |
| Exprimés                 | Exprimés             | Exprimés       | 1 830 | 95,61  |    |   |  |  |
| * Liste du maire sortant |                      |                |       |        |    |   |  |  |

### Longeville-en-Barrois
- Maire sortant : Danielle Bouvier
- 15 sièges à pourvoir au conseil municipal (population légale 2011 : 1 185 habitants)
- 2 sièges à pourvoir au conseil communautaire (CA Bar-le-Duc Sud Meuse)

|                          | Danielle Bouvier *  | DVD            | 380 | 56,88  | 12 | 2 |  |  |
|                          | Jean-Claude Bastien | UDI            | 288 | 43,11  | 3  |   |  |  |
|                          |                     |                |     |        |    |   |  |  |
| Inscrits                 | Inscrits            | Inscrits       | 983 | 100,00 |    |   |  |  |
| Abstentions              | Abstentions         | Abstentions    | 279 | 28,38  |    |   |  |  |
| Votants                  | Votants             | Votants        | 704 | 71,62  |    |   |  |  |
| Blancs et nuls           | Blancs et nuls      | Blancs et nuls | 36  | 5,11   |    |   |  |  |
| Exprimés                 | Exprimés            | Exprimés       | 668 | 94,89  |    |   |  |  |
| * Liste du maire sortant |                     |                |     |        |    |   |  |  |

### Montmédy
- Maire sortant : Yves Lecrique
- 19 sièges à pourvoir au conseil municipal (population légale 2011 : 2 367 habitants)
- 12 sièges à pourvoir au conseil communautaire (CC du Pays de Montmédy)

|                          | Yves Lecrique * | SE             | 417   | 100,00 | 19 | 12 |  |  |
|                          |                 |                |       |        |    |    |  |  |
| Inscrits                 | Inscrits        | Inscrits       | 1 176 | 100,00 |    |    |  |  |
| Abstentions              | Abstentions     | Abstentions    | 608   | 51,70  |    |    |  |  |
| Votants                  | Votants         | Votants        | 568   | 48,30  |    |    |  |  |
| Blancs et nuls           | Blancs et nuls  | Blancs et nuls | 151   | 26,58  |    |    |  |  |
| Exprimés                 | Exprimés        | Exprimés       | 417   | 73,42  |    |    |  |  |
| * Liste du maire sortant |                 |                |       |        |    |    |  |  |

### Pagny-sur-Meuse
- Maire sortant : Armand Pagliari
- 15 sièges à pourvoir au conseil municipal (population légale 2011 : 1 000 habitants)
- 6 sièges à pourvoir au conseil communautaire (CC de Commercy - Void - Vaucouleurs)

|                          | Armand Pagliari *   | SE             | 307 | 55,11  | 12 | 5 |  |  |
|                          | Jean-Pierre Mazzier | DVG            | 250 | 44,88  | 3  | 1 |  |  |
|                          |                     |                |     |        |    |   |  |  |
| Inscrits                 | Inscrits            | Inscrits       | 774 | 100,00 |    |   |  |  |
| Abstentions              | Abstentions         | Abstentions    | 189 | 24,42  |    |   |  |  |
| Votants                  | Votants             | Votants        | 585 | 75,58  |    |   |  |  |
| Blancs et nuls           | Blancs et nuls      | Blancs et nuls | 28  | 4,79   |    |   |  |  |
| Exprimés                 | Exprimés            | Exprimés       | 557 | 95,21  |    |   |  |  |
| * Liste du maire sortant |                     |                |     |        |    |   |  |  |

### Revigny-sur-Ornain
- Maire sortant : Pierre Burgain (PS)
- 23 sièges à pourvoir au conseil municipal (population légale 2011 : 3 051 habitants)
- 8 sièges à pourvoir au conseil communautaire (CC du Pays de Revigny-sur-Ornain)

|                          | Pierre Burgain *       | PS             | 863   | 65,57  | 19 | 7 |  |  |
|                          | Charles-Édouard Gibrat | DVD            | 453   | 34,42  | 4  | 1 |  |  |
|                          |                        |                |       |        |    |   |  |  |
| Inscrits                 | Inscrits               | Inscrits       | 1 989 | 100,00 |    |   |  |  |
| Abstentions              | Abstentions            | Abstentions    | 633   | 31,83  |    |   |  |  |
| Votants                  | Votants                | Votants        | 1 356 | 68,17  |    |   |  |  |
| Blancs et nuls           | Blancs et nuls         | Blancs et nuls | 40    | 2,95   |    |   |  |  |
| Exprimés                 | Exprimés               | Exprimés       | 1 316 | 97,05  |    |   |  |  |
| * Liste du maire sortant |                        |                |       |        |    |   |  |  |

### Saint-Mihiel
- Maire sortant : Philippe Martin (UDI)
- 27 sièges à pourvoir au conseil municipal (population légale 2011 : 4 479 habitants)
- 16 sièges à pourvoir au conseil communautaire (CC du Sammiellois)

| Tête de liste            | Tête de liste     | Liste          | Premier tour | Premier tour | Second tour | Second tour | Sièges | Sièges |
| Tête de liste            | Tête de liste     | Liste          | Voix         | %            | Voix        | %           | CM     | CC     |
| ------------------------ | ----------------- | -------------- | ------------ | ------------ | ----------- | ----------- | ------ | ------ |
|                          | Philippe Martin * | UDI            | 503          | 29,24        | 572         | 31,67       | 4      | 2      |
|                          | Xavier Cochet     | MoDem          | 496          | 28,83        | 1 035       | 57,30       | 22     | 13     |
|                          | Alain Perelle     | DVD            | 400          | 23,25        |             |             |        |        |
|                          | Eve Sismondini    | PS             | 321          | 18,66        | 199         | 11,01       | 1      | 1      |
|                          |                   |                |              |              |             |             |        |        |
| Inscrits                 | Inscrits          | Inscrits       | 2 597        | 100,00       | 2 595       | 100,00      |        |        |
| Abstentions              | Abstentions       | Abstentions    | 819          | 31,54        | 738         | 28,44       |        |        |
| Votants                  | Votants           | Votants        | 1 778        | 68,46        | 1 857       | 71,56       |        |        |
| Blancs et nuls           | Blancs et nuls    | Blancs et nuls | 58           | 3,26         | 51          | 2,75        |        |        |
| Exprimés                 | Exprimés          | Exprimés       | 1 720        | 96,74        | 1 806       | 97,25       |        |        |
| * Liste du maire sortant |                   |                |              |              |             |             |        |        |

### Sorcy-Saint-Martin
- Maire sortant : Michèle Poussing
- 15 sièges à pourvoir au conseil municipal (population légale 2011 : 1 024 habitants)
- 6 sièges à pourvoir au conseil communautaire (CC de Commercy - Void - Vaucouleurs)

|                | Robert Deloge         | DVD            | 299 | 52,18  | 12 | 5 |  |  |
|                | Jean-Jacques Guettier | DVG            | 274 | 47,81  | 3  | 1 |  |  |
|                |                       |                |     |        |    |   |  |  |
| Inscrits       | Inscrits              | Inscrits       | 791 | 100,00 |    |   |  |  |
| Abstentions    | Abstentions           | Abstentions    | 188 | 23,77  |    |   |  |  |
| Votants        | Votants               | Votants        | 603 | 76,23  |    |   |  |  |
| Blancs et nuls | Blancs et nuls        | Blancs et nuls | 30  | 4,98   |    |   |  |  |
| Exprimés       | Exprimés              | Exprimés       | 573 | 95,02  |    |   |  |  |

### Stenay
- Maire sortant : Stéphane Perrin (DVD)
- 23 sièges à pourvoir au conseil municipal (population légale 2011 : 2 755 habitants)
- 16 sièges à pourvoir au conseil communautaire (CC du Pays de Stenay et du Val Dunois)

|                          | Stéphane Perrin * | SE             | 614   | 100,00 | 23 | 16 |  |  |
|                          |                   |                |       |        |    |    |  |  |
| Inscrits                 | Inscrits          | Inscrits       | 1 685 | 100,00 |    |    |  |  |
| Abstentions              | Abstentions       | Abstentions    | 862   | 51,16  |    |    |  |  |
| Votants                  | Votants           | Votants        | 823   | 48,84  |    |    |  |  |
| Blancs et nuls           | Blancs et nuls    | Blancs et nuls | 209   | 25,39  |    |    |  |  |
| Exprimés                 | Exprimés          | Exprimés       | 614   | 74,61  |    |    |  |  |
| * Liste du maire sortant |                   |                |       |        |    |    |  |  |

### Thierville-sur-Meuse
- Maire sortant : Claude Antion
- 23 sièges à pourvoir au conseil municipal (population légale 2011 : 3 041 habitants)
- 11 sièges à pourvoir au conseil communautaire (CA du Grand Verdun)

|                          | Claude Antion * | DVG            | 781   | 61,15  | 19 | 9 |  |  |
|                          | Philippe Henry  | DVD            | 496   | 38,84  | 4  | 2 |  |  |
|                          |                 |                |       |        |    |   |  |  |
| Inscrits                 | Inscrits        | Inscrits       | 1 866 | 100,00 |    |   |  |  |
| Abstentions              | Abstentions     | Abstentions    | 525   | 28,14  |    |   |  |  |
| Votants                  | Votants         | Votants        | 1 341 | 71,86  |    |   |  |  |
| Blancs et nuls           | Blancs et nuls  | Blancs et nuls | 64    | 4,77   |    |   |  |  |
| Exprimés                 | Exprimés        | Exprimés       | 1 277 | 95,23  |    |   |  |  |
| * Liste du maire sortant |                 |                |       |        |    |   |  |  |

### Tronville-en-Barrois
- Maire sortant : Jacky Paul
- 19 sièges à pourvoir au conseil municipal (population légale 2011 : 1 554 habitants)
- 3 sièges à pourvoir au conseil communautaire (CA Bar-le-Duc Sud Meuse)

|                          | Jacky Paul *   | PS             | 520   | 100,00 | 19 | 3 |  |  |
|                          |                |                |       |        |    |   |  |  |
| Inscrits                 | Inscrits       | Inscrits       | 1 138 | 100,00 |    |   |  |  |
| Abstentions              | Abstentions    | Abstentions    | 471   | 41,39  |    |   |  |  |
| Votants                  | Votants        | Votants        | 667   | 58,61  |    |   |  |  |
| Blancs et nuls           | Blancs et nuls | Blancs et nuls | 147   | 22,04  |    |   |  |  |
| Exprimés                 | Exprimés       | Exprimés       | 520   | 77,96  |    |   |  |  |
| * Liste du maire sortant |                |                |       |        |    |   |  |  |

### Vaucouleurs
- Maire sortant : Gilles Varnier
- 19 sièges à pourvoir au conseil municipal (population légale 2011 : 2 047 habitants)
- 16 sièges à pourvoir au conseil communautaire (CC de Commercy - Void - Vaucouleurs)

|                | Paul Wittmann  | UMP-UDI        | 499   | 50,40  | 15 | 12 |  |  |
|                | Alain Geoffroy | SE             | 491   | 49,59  | 4  | 4  |  |  |
|                |                |                |       |        |    |    |  |  |
| Inscrits       | Inscrits       | Inscrits       | 1 313 | 100,00 |    |    |  |  |
| Abstentions    | Abstentions    | Abstentions    | 278   | 21,17  |    |    |  |  |
| Votants        | Votants        | Votants        | 1 035 | 78,83  |    |    |  |  |
| Blancs et nuls | Blancs et nuls | Blancs et nuls | 45    | 4,35   |    |    |  |  |
| Exprimés       | Exprimés       | Exprimés       | 990   | 95,65  |    |    |  |  |

### Verdun
- Maire sortant : Arsène Lux (DVD)
- 33 sièges à pourvoir au conseil municipal (population légale 2011 : 18 291 habitants)
- 16 sièges à pourvoir au conseil communautaire (CA du Grand Verdun)

| Tête de liste            | Tête de liste                | Liste          | Premier tour | Premier tour | Second tour | Second tour | Sièges | Sièges |
| Tête de liste            | Tête de liste                | Liste          | Voix         | %            | Voix        | %           | CM     | CC     |
| ------------------------ | ---------------------------- | -------------- | ------------ | ------------ | ----------- | ----------- | ------ | ------ |
|                          | Samuel Hazard                | DVG            | 2 142        | 32,10        | 3 407       | 49,41       | 25     | 12     |
|                          | Arsène Lux *                 | DVD            | 1 792        | 26,86        | 2 785       | 40,39       | 7      | 3      |
|                          | Armand Genin                 | DVD            | 1 031        | 15,45        |             |             |        |        |
|                          | Gilbert Prot                 | FN             | 750          | 11,24        | 702         | 10,18       | 1      | 1      |
|                          | Laurent Freminet             | DVD            | 615          | 9,21         |             |             |        |        |
|                          | François-Xavier Franceschini | FG             | 341          | 5,11         |             |             |        |        |
|                          |                              |                |              |              |             |             |        |        |
| Inscrits                 | Inscrits                     | Inscrits       | 12 125       | 100,00       | 12 126      | 100,00      |        |        |
| Abstentions              | Abstentions                  | Abstentions    | 5 319        | 43,87        | 4 992       | 41,17       |        |        |
| Votants                  | Votants                      | Votants        | 6 806        | 56,13        | 7 134       | 58,83       |        |        |
| Blancs et nuls           | Blancs et nuls               | Blancs et nuls | 135          | 1,98         | 240         | 3,36        |        |        |
| Exprimés                 | Exprimés                     | Exprimés       | 6 671        | 98,02        | 6 894       | 96,64       |        |        |
| * Liste du maire sortant |                              |                |              |              |             |             |        |        |

### Vigneulles-lès-Hattonchâtel
- Maire sortant : Jean-Claude Zingerlé
- 19 sièges à pourvoir au conseil municipal (population légale 2011 : 1 559 habitants)
- 7 sièges à pourvoir au conseil communautaire (CC Côtes de Meuse - Woëvre)

|                          | Jean-Claude Zingerlé * | DVD            | 539   | 65,17  | 16 | 6 |  |  |
|                          | Robert Leclerc         | SE             | 288   | 34,82  | 3  | 1 |  |  |
|                          |                        |                |       |        |    |   |  |  |
| Inscrits                 | Inscrits               | Inscrits       | 1 146 | 100,00 |    |   |  |  |
| Abstentions              | Abstentions            | Abstentions    | 264   | 23,04  |    |   |  |  |
| Votants                  | Votants                | Votants        | 882   | 76,96  |    |   |  |  |
| Blancs et nuls           | Blancs et nuls         | Blancs et nuls | 55    | 6,24   |    |   |  |  |
| Exprimés                 | Exprimés               | Exprimés       | 827   | 93,76  |    |   |  |  |
| * Liste du maire sortant |                        |                |       |        |    |   |  |  |

### Vignot
- Maire sortant : Danielle Combe
- 15 sièges à pourvoir au conseil municipal (population légale 2011 : 1 310 habitants)
- 4 sièges à pourvoir au conseil communautaire (CC de Commercy - Void - Vaucouleurs)

|                | Guylaine Thomas | DVG            | 374   | 53,42  | 12 | 3 |  |  |
|                | Pierre Grados   | DVG            | 326   | 46,57  | 3  | 1 |  |  |
|                |                 |                |       |        |    |   |  |  |
| Inscrits       | Inscrits        | Inscrits       | 1 019 | 100,00 |    |   |  |  |
| Abstentions    | Abstentions     | Abstentions    | 272   | 26,69  |    |   |  |  |
| Votants        | Votants         | Votants        | 747   | 73,31  |    |   |  |  |
| Blancs et nuls | Blancs et nuls  | Blancs et nuls | 47    | 6,29   |    |   |  |  |
| Exprimés       | Exprimés        | Exprimés       | 700   | 93,71  |    |   |  |  |

### Void-Vacon
- Maire sortant : André Jannot (DVD)
- 19 sièges à pourvoir au conseil municipal (population légale 2011 : 1 665 habitants)
- 10 sièges à pourvoir au conseil communautaire (CC de Commercy - Void - Vaucouleurs)

|                | Sylvie Rochon  | DVD            | 559   | 100,00 | 19 | 10 |  |  |
|                |                |                |       |        |    |    |  |  |
| Inscrits       | Inscrits       | Inscrits       | 1 160 | 100,00 |    |    |  |  |
| Abstentions    | Abstentions    | Abstentions    | 420   | 36,21  |    |    |  |  |
| Votants        | Votants        | Votants        | 740   | 63,79  |    |    |  |  |
| Blancs et nuls | Blancs et nuls | Blancs et nuls | 181   | 24,46  |    |    |  |  |
| Exprimés       | Exprimés       | Exprimés       | 559   | 75,54  |    |    |  |  |